# Ivan Petkov Kolev
Ivan Petkov Kolev   (Sofia, 1 de novembre de 1930 - Sofia, 1 de juliol de 2005), conegut com a Ivan Kolev, fou un futbolista búlgar de la dècada de 1950.
Fou 75 cops internacional amb la selecció búlgara amb la qual participà tres Jocs Olímpics i dos Mundials.
Pel que fa a clubs, defensà els colors de CSKA durant la major part de la seva carrera.